# Grancey-le-Château-Neuvelle
Grancey-le-Château-Neuvelle település Franciaországban, Côte-d’Or megyében. Lakosainak száma 262 fő (2022. január 1.). Grancey-le-Château-Neuvelle Poinsenot, Busserotte-et-Montenaille, Avot, Beneuvre, Bussières, Courlon, Cussey-les-Forges, Poinson-lès-Grancey és Vals-des-Tilles községekkel határos.

## Népesség
A település népességének változása:
| Lakosok száma | 281  | 269  | 278  | 266  | 263  | 253  | 252  | 255  | 257  | 262  |
|               | 1968 | 1982 | 1990 | 2006 | 2013 | 2015 | 2017 | 2019 | 2020 | 2022 |